# George Formby
George Formby, geboren als George Hoy Booth (Wigan, 26 mei 1904 – Preston, 6 maart 1961), was een Engelse komiek, die door zijn films en muziek ook internationaal faam verwierf in de jaren dertig en veertig van de twintigste eeuw.

## Jeugd
Formby werd geboren in Wigan in het Engelse Lancashire. Zijn vader, James Booth, trad op als komiek in music-halls onder de artiestennaam George Formby. Hij zou het geweest zijn die een lid van zijn gezelschap, een zekere Charlie Chaplin, het advies gaf zijn geluk in Amerika te beproeven. Zijn oudste zoon nam de artiestennaam over van zijn vader na diens dood in 1921 toen hijzelf het artiestenvak instapte. George was voorheen werkzaam geweest als professioneel jockey maar was als 17-jarige hiervoor eigenlijk al te oud. Als George Formby Junior had hij in 1915 al wel een rolletje gehad in de stomme film By the Shortest of Heads – hij speelde hierin een jockey.

## Music-hall
Het materiaal dat Formby in eerste instantie op de planken bracht, was het oude materiaal van zijn vader, maar hij wist zich al snel een naam te verwerven als komisch zanger die zichzelf begeleidde op de banjolele. De banjolele was aanvankelijk niet meer geweest dan een hobby, maar in verband met een weddenschap ging hij het instrument ook op toneel spelen en werd het zijn handelsmerk.
George Formby sloot aan bij de traditie van de music-hall met zijn volkse repertoire van ondeugende liedjes vol dubbelzinnigheden. Hij speelde (ook later in zijn films) altijd het typetje van de goedwillende simpele ziel die vol naïef optimisme zichzelf en zijn omgeving in de nesten werkt. Met zijn syncopische en aanstekelijke spel op de banjolele, zijn liedjes die meestal uit de koker van Noel Gay kwamen en met zijn onnavolgbare mimiek werd hij in de jaren dertig en veertig tot lieveling van het Britse publiek.

## Nieuwe media
Al in de jaren twintig werden zijn liedjes op de grammofoonplaat gezet. Zijn eerste commercieel succesvolle plaatopname – met de Jack Hylton Band – dateert uit 1932. In totaal zou Formby gedurende zijn carrière meer dan 230 grammofoonplaten op zijn naam schrijven. Zijn eerste geluidsfilm werd twee jaar later ingeblikt en was meteen een succes. Een contract voor nog eens elf films met Associated Talking Pictures (voorloper van de Ealing Studios) leverde hem het voor die tijd ongekende inkomen van £ 100.000 per jaar op. Een volgend contract – met Columbia Pictures – was goed voor nog eens £ 500.000. Ook in zijn films zet George Formby het typetje neer van de goedgemutste en muzikale schlemiel die, om het het publiek niet al te moeilijk te maken, meestal luistert naar de naam George.

## Tweede Wereldoorlog
Zijn populariteit bereikte een hoogtepunt toen hij in 1937 een optreden mocht verzorgen in de Royal Variety Show. Tijdens de Tweede Wereldoorlog trad hij op voor de Britse troepen in Noord-Afrika en West-Europa en ook het thuisfront kreeg een morele oppepper van George als hij in zijn films blijmoedig de nazi's voor schut zette. In 1946 werd hij onderscheiden met de benoeming tot Officier in de Orde van het Britse Rijk. Twee jaar eerder had hij de Stalin-Prijs en al in 1943 de Leninorde ontvangen – een uitzonderlijke eer voor een niet-Rus, die hij te danken had aan de immense populariteit van zijn films in de Sovjet-Unie. In het Nederlands taalgebied wist Formby in de jaren veertig opnieuw een aanhang te creëren met zijn films die tijdens de bezettingsjaren uiteraard niet in de bioscopen te zien waren geweest.

## Overlijden
George Formby kreeg in 1951 zijn eerste hartaanval. Zijn tweede, tien jaar later, werd hem fataal. Zijn bijzetting op Warrington Cemetery werd bijgewoond door naar schatting 100.000 belangstellenden.

## Films
- "By the Shortest of Heads" (1915)
- "Boots! Boots!" (1934)
- "Off the Dole" (1935)
- "No Limit (1935)"
- "Keep Your Seats, Please" (1936) - Nederlandse titel: "Vooruit met de Geit"
- "Keep Fit" (1937)
- "Feather Your Nest" (1937)- uitgebracht door ealing studio's aug 2014 (deze was nog niet eerder uitgebracht)
- "It's In The Air" (1938) -. uitgebracht in de Verenigde Staten als "George Takes The Air", Nederlandse titel: "Het zit in de Lucht"
- "I See Ice" (1938) - Nederlandse titel: "Op Glad IJs"
- "Trouble Brewing" (1939) - Nederlandse titel: "Leven in de Brouwerij"
- "Come On George!" (1939)
- "Let George Do It" (1940)
- "Spare A Copper" (1941)
- "Turned Out Nice Again" (1941)
- "South American George" (1941)
- "Much Too Shy" (1942)
- "Get Cracking" (1943)
- "He Snoops To Conquer" (1944)
- "Bell-Bottom George" (1944)
- "I Didn't Do It" (1945)
- "George In Civvy Street" (1946)

## Bekendste liedjes
- "Auntie Maggie's Remedy"
- "Chinese Laundry Blues"
- "Happy Go Lucky Me"
- "The Isle of Man"
- "The Window Cleaner" (ook wel: "When I'm Cleaning Windows")
- "Leanin' on a Lamppost"
- "With my Little Ukulele in my Hand"
- "Mother What'll I do Now"
- "Mr Woo's a Window Cleaner now"
- "Our Sergeant Major"
- "In my Little Snapshot Album"
- "Why don't Women like me"
- "You can't keep a Growing Lad down"
- "Swimmin' with the Wimmin"
- "The Old Kitchen Kettle"
- "Sitting on the Ice in the Ice Rink"
- "Running round the Fountains"
- "Fanlight Fanny"
- "It's no Use Looking at Me"
- "Bless 'Em All", 1941 (In 1947 in het Nederlands vertolkt als "Cheerio" door Willy Vervoort)

## Trivia
- De populariteit van zijn films zorgde voor een aantal blijvende catchphrases in de Engelse taal, zoals Gangway! ("Aan de kant!") en Turned out nice again, hasn't it? ("Toch weer goed afgelopen, niet?" of "Mooi weertje, hè?"). Elke Brit herkent deze uitdrukkingen nog als de erfenis van George Formby.